# Lista volumelor publicate în Colecția Babel
Colecția Babel de la editura Nemira a publicat volume din literatura universală contemporană și din secolul al XX-lea. Au fost publicați peste 100 de scriitori, de la Louis-Ferdinand Céline, Juan Carlos Onetti, Gustav Meyrink, până la Julian Barnes, John Banville, John Barth, A.S. Byatt sau Jun'ichirō Tanizaki.

## Lista cărților
| Autor(i)       | Titlu                                        | Titlu original                                   | Traducător(i)            | Data apariției | Note / Ref.            |
| -------------- | -------------------------------------------- | ------------------------------------------------ | ------------------------ | -------------- | ---------------------- |
| Stephen King   | Carrie                                       | Carrie                                           | Mihnea Columbeanu        | 1993           | ISBN 973-9144-56-X     |
| Stephen King   | Shining (Strălucirea)                        | Shining                                          | Ruxandra Toma            | 1993           | ISBN 973-9144-77-2     |
| Dean R. Koontz | Ucigași în numele Domnului                   | Twilight (The Servants of Twilight)              | Sorin Moise              | 1994           | ISBN 973-569-044-6     |
| Serge Brussolo | Coșmar de închiriat                          | Cauchemar à louer                                | Nicolae Constantinescu   | 1995           | ISBN 973-569-108-6     |
| Stephen King   | Misery                                       | Misery                                           | Dana Sarca               | 1995           | ISBN 973-569-038-1     |
|                |                                              |                                                  |                          |                |                        |
| Gustav Meyrink | Îngerul de la fereastra dinspre apus         | Der Engel vom westlichen Fenster                 | Gina Argintescu-Amza     | 2002           | ISBN 973-569-571-9     |
| Iain M. Banks  | Pași pe sticlă                               | Walking on Glass                                 | Traian Bratu             | 2007           | ISBN 978-973-143-093-5 |
|                |                                              |                                                  |                          |                |                        |
|                |                                              |                                                  |                          |                |                        |
| Gustav Meyrink | Fața verde                                   | Das grüne Gesicht                                | Daniel Bichis            | 2014           | ISBN 978-606-579-762-8 |
| Julian Barnes  | Niveluri de viață                            | Levels of Life                                   | Radu Paraschivescu       | 2014           | ISBN 978-606-579-709-3 |
| Mathias Énard  | Vorbește-le despre bătălii, regi și elefanți | Parle-leur de batailles, de rois et d’elephants  | Cristian Fulaș           | 2017           | ISBN 978-606-43-1930-2 |
| Amor Towles    | Un gentleman la Moscova                      | A Gentleman in Moscow                            | Daniela Nicoleta Ionescu | 2018           | ISBN 978-606-43-0400-1 |
|                |                                              |                                                  |                          |                |                        |
|                |                                              |                                                  |                          |                |                        |
| Julian Barnes  | Bărbatul cu haina roșie                      | The Man in the Red Coat                          | Radu Paraschivescu       | 2020           | [ 19 ]                 |
|                |                                              |                                                  |                          |                |                        |
| Amor Towles    | Regulile jocului                             | Rules of Civility                                | Gabriela Nedelea         | 2022           | ISBN 978-606-43-1293-8 |
| Amor Towles    | Autostrada Lincoln                           | Lincoln Highway                                  | Mina Decu                | 2023           | ISBN 978-606-43-1546-5 |
|                |                                              |                                                  |                          |                |                        |
|                |                                              |                                                  |                          |                |                        |
| Mathias Énard  | Banchetul anual al confreriei groparilor     | Le banquet annuel de la confrerie des fossoyeurs | Cristian Fulaș           | 2024 octombrie | ISBN 978-606-43-1969-2 |
|                |                                              |                                                  |                          |                |                        |
|                |                                              |                                                  |                          |                |                        |